# Entelecara cacuminum
Entelecara cacuminum är en spindelart som beskrevs av Denis 1954. Entelecara cacuminum ingår i släktet Entelecara och familjen täckvävarspindlar.
Artens utbredningsområde är Frankrike. Inga underarter finns listade i Catalogue of Life.